# Robert Stevenson
Robert Stevenson (Buxton, 31 de março de 1905 — Santa Bárbara, 30 de abril de 1986) foi um roteirista, diretor e produtor de cinema inglês. Frequentou a Universidade de Cambridge, onde se tornou o presidente do Liberal Club e o Cambridge Union Society.
Mudou-se para a Califórnia em 1940 e foi trabalhar na The Walt Disney Company, onde dirigiu mais de 19 filmes. Entretanto, Robert Stevenson é mais lembrado por dirigir a atriz Julie Andrews no filme musical Mary Poppins (1964), pelo qual Andrews ganhou o Oscar de melhor atriz e Stevenson recebeu uma indicação Oscar de melhor diretor.

## Filmografia
- 1976 The Shaggy D.A.
- 1975 One of Our Dinosaurs Is Missing
- 1974 The Island at the Top of the World (A Ilha do Topo do Mundo)
- 1974 Herbie Rides Again (As Novas Aventuras do Fusca)
- 1971 Bedknobs and Broomstick (Se Minha Cama Voasse)
- 1968 The Love Bug (Se Meu Fusca Falasse)
- 1968 Blackbeard's Ghost (O Fantasma do Barbanegra)
- 1967 The Gnome-Mobile (O Feiticeiro da Floresta Encantada)
- 1965 That Darn Cat (Aquele Gato Danado!)
- 1965 The Monkey's Uncle
- 1964 Mary Poppins
- 1964 The Misadventures of Merlin Jones
- 1963 Son of Flubber
- 1962 In Search of the Castaways
- 1961 The Absent-Minded Professor (br.: O fantástico super-homem)
- 1960 Kidnapped
- 1959 Darby O'Gill and the Little People (A Lenda dos Anões Mágicos)
- 1957 Old Yeller(Meu Melhor Companheiro)
- 1957 Johnny Tremain
- 1955 Atomic Energy as a Force for Good
- 1952 Macao
- 1952 The Las Vegas Story
- 1951 My Forbidden Past
- 1950 Walk Softly, Stranger
- 1949 The Woman on Pier 13
- 1948 To The Ends of the Earth
- 1947 Dishonored Lady
- 1946 American Creed
- 1944 Jane Eyre
- 1944 Know Your Ally: Britain
- 1943 Forever and a Day
- 1942 Joan of Paris
- 1941 Back Street
- 1940 Tom Brown's School Days
- 1940 Return to Yesterday
- 1940 Young Man's Fancy
- 1938 The Ware Case
- 1938 Owd Bob
- 1937 Non-Stop New York
- 1937 King Solomon's Mines
- 1936 Jack of All Trades
- 1936 The Man Who Changed His Mind
- 1936 Tudor Rose
- 1934 The Camels Are Coming
- 1933 Falling for You
- 1932 Happy Ever After